# 大沢やよい
大沢 やよい（おおさわ やよい）は、日本の漫画家。岐阜県出身。『コミック百合姫』（一迅社）を中心に活動している。代表作は『2DK、Gペン、目覚まし時計。』。

## 来歴
第5回百合姫コミック大賞瑠璃賞受賞。『コミック百合姫』2011年9月号『夕暮れ、オレンジ、咲く花は』でデビュー。

## 作品リスト

### 単行本
- ブラックヤギーと劇薬まどれーぬ（2012年5月）
  - ブラックヤギーと劇薬まどれーぬ（完全版、2016年9月）
- ストレンジベイビーズ（2013年7月）
  - ストレンジベイビーズ（完全版、2019年5月）
- 屋上ぴかぴかロマンス（2014年1月）
  - 屋上ぴかぴかロマンス（完全版、2019年5月）
- スパイスガールズ（2015年1月）
  - スパイスガールズ（完全版、2016年10月）
- 2DK、Gペン、目覚まし時計。（2015年6月 - 2018年12月、全8巻）
- ハロー、メランコリック!（2019年10月 - 2021年3月、全3巻）
- 2DK、Gペン、アフタータイム。 大沢やよい短編集（2021年10月[4]）
  - 「2DK、Gペン、アフタータイム。」、「その日、ナイトデートなので。」（2021年3月[5]）、「テイクアウトできますか?」（2021年7月[6]）、「ぐらぐらプラトニック」「キャンパスにトラップ」「オフィス、先輩、キライな私。」収録[4]
- 雨降り晴れて花ひかる（2022年11月 - 2024年11月、全2巻）

### 単行本未収録
- ハラスメントが怖いマキ先輩！（「じるみて」レーベル 2025年2月28日[7] - ）